# Praga T-3
Praga T-III/3 – czechosłowacki gąsienicowy ciągnik artyleryjski z okresu II wojny światowej

## Historia konstrukcji
W 1935 roku w zakładach Českomoravská Kolben Daněk w Pradze opracowano gąsienicowy ciągnik artyleryjski, który otrzymał oznaczenie T-III, wyposażone były w 4-cylindrowe silniki o mocy 27 KM. W latach 1935–1939 zbudowano 32 pojazdy tego typu.
Po zajęciu Czechosłowacji przez III Rzeszę, ciągnik ten zamierzano sprzedać dla sił zbrojnych Holenderskich Indii Wschodnich, został on wyposażony w silnik o mocy 57 KM i oznaczony jako T-3. Ostatecznie jednak wysłano tam tylko prototyp tego ciągnika, natomiast 40 zamówionych ciągników wyposażonych w silniki o mocy 78 KM zostały przejęte przez Wehrmacht, gdzie otrzymały oznaczenie Mittlerer Raupenschlepper T III/3(t).
Łącznie w latach 1935–1941 zbudowano 72 ciągniki artyleryjskie tego typu.

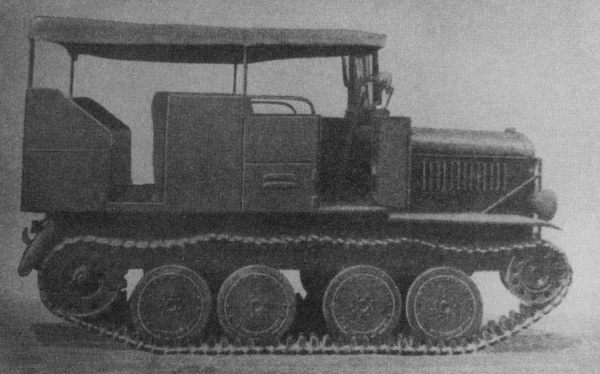
Wersja budowana w latach 1935–1939

## Użycie
Ciągniki artyleryjskiej T-III zbudowane w latach 1935–1939 znalazły się na wyposażeniu armii czechosłowackiej, po zajęciu Czechosłowacji przez Niemcy, większość z tych ciągników zostało przejętych przez Wehrmacht, 3 ciągniki tego typu znalazły się na wyposażeniu armii słowackiej.
Ciągniki artyleryjskie zbudowane w latach 1939–1941 znalazły się na wyposażeniu armii niemieckiej, a jeden egzemplarz (prototyp) został wysłany do Holenderskich Indii Wschodnich.

## Opis pojazdu
Ciągnik artyleryjski T-III został zbudowany na podwoziu gąsienicowym tankietki ČKD AH-IV, posiadał odkrytą kabinę, od góry krytą brezentem. Wyposażony był w silnik benzynowy chłodzony wodą, w latach 1935–1939 o mocy 27 KM, a w latach 1939–1941 o mocy 78 KM. Nie był opancerzony. Przystosowany był do holowania przyczepy lub działa o masie do 1800 kg i mógł przewozić ładunek o masie 600 kg, budowane w latach 1939–1941 ciągniki mogły holować przyczepę o masie do 2000 kg.